# Florea Voinea
Pour les articles homonymes, voir Voinea.
Florea Voinea, né le 21 avril 1941, est un joueur de football roumain, qui évoluait au poste d'attaquant.
Il a effectué la plus grande partie de sa carrière au Steaua Bucarest où il a inscrit 106 buts en 197 matchs.
Il a également joué deux saisons en France, au Nîmes Olympique.

## Palmarès

### Équipe de Roumanie
- Champion d'Europe des moins de 19 ans en 1962

### Steaua Bucarest
- Champion de Roumanie: 1968
- Vainqueur de la Coupe de Roumanie: 1962, 1966, 1967, 1969 et 1970

### Nîmes Olympique
- Vice-Champion de France: 1972
- Vainqueur de la Coupe des Alpes: 1972

### Source
- Marc Barreaud, Dictionnaire des footballeurs étrangers du championnat professionnel français (1932-1997), L'Harmattan, Paris, 1997.